# Hrabstwo Montgomery (Nowy Jork)
Montgomery – hrabstwo (ang. county) w stanie  Nowy Jork w USA. Populacja wynosi 49 708 mieszkańców (stan według spisu z 2000 r.).
Powierzchnia hrabstwa wynosi 1063 km². Gęstość zaludnienia wynosi 47 osób/km².

## Miasta
- Amsterdam
- Canajoharie
- Charleston
- Florida
- Glen
- Minden
- Mohawk
- Palatine
- Root
- St. Johnsville

## Wioski
- Ames
- Canajoharie
- Fonda
- Fort Johnson
- Fort Plain
- Fultonville
- Hagaman
- Nelliston
- Palatine Bridge
- St. Johnsville
- Tribes Hill (CDP)